# مانوئل خندزرتسیان
مانوئل خندزرتسیان (ارمنی: Մանվել Խնձրցյան؛ زادهٔ ۲۰۰۱) کشتی‌گیر رشته کشتی آزاد اهل ارمنستان است که در سی و پنجمین دوره مسابقات کشتی نظامیان جهان به میزبانی تهران در وزن ۵۷ کیلوگرم موفق به کسب مدال برنز شد.